# Kevin Hannan
Kevin J. Hannan (22. ledna 1954 – 5. ledna 2008) byl americký etnolingvista a slavista.
Věnoval se mimo jiné jazykovědnému výzkumu obyvatel Těšínského Slezska, které shrnul v monografii Borders of Language and Identity in Teschen Silesia (1996).